# Sojusz polsko-szwedzki (1677)
Sojusz polsko-szwedzki (1677) – traktat zaczepno-odporny podpisany 21 sierpnia 1677 roku w Gdańsku pomiędzy Rzecząpospolitą Obojga Narodów a Szwecją.

## Tło wydarzeń
Już po wyborze na króla Rzeczypospolitej Obojga Narodów Jana III Sobieskiego, w 1674 roku Karol XI wysłał nad Wisłę swojego posła Andreasa Liliehööka, który miał w instrukcjach m.in. obietnicę udzielenia pomocy militarnej w razie wojny z Imperium Osmańskim. Miał on również działać na rzecz zawarcia polsko-szwedzkiego sojuszu obronnego. Szwecji, będącej w sojuszu z Francją groziła wojna z elektorem brandenburskim, gdy francuskie wojska przekroczyły granicę z terenami Cesarstwa. Z kierunku wschodniego istniało potencjalne zagrożenie Rosji, która i dla samej Rzeczypospolitej była niebezpiecznym sąsiadem. Wobec tego plan Jana III Sobieskiego, jakim było zajęcie Prus Książęcych był jak najbardziej po myśli francuskiej. Z kolei dyplomacja francuska wysnuła pomysł zajęcia tych terenów przez Szwecję, Rzeczpospolita z kolei miałaby rozpocząć działania militarne na Pomorzu Szwedzkim. Kiedy wojna dobiegłaby końca oba państwa miałyby wymienić się zdobyczami. Król Rzeczypospolitej miał obawy co do tego czy Szwedzi faktycznie chcieliby opuścić wówczas Prusy, wobec tego w lutym 1675 roku napisał list do szwedzkiego dworu, w którym żądał pozostawienia ziem, do których jego kraj rości sobie prawo.
11 czerwca 1675 roku w Jaworowie zawarto układ z Francją, w którym Jan III Sobieski zobowiązywał się do ataku na elektora brandenburskiego Fryderyka Wilhelma. Miało to nastąpić zaraz po zakończeniu wojny z Imperium Osmańskim. Całość zmagań miał opłacić swoimi subsydiami Ludwik XIV. W tym czasie Szwecja napadła na Brandenburgię i 28 czerwca 1675 roku poniosła klęskę pod Fehrbellinem. Fryderyk Wilhelm wkroczył wówczas na Pomorze i zdobywał kolejne szwedzkie posiadłości. Ratunkiem dla państwa spod znaku Trzech Koron mogło być atak na Prusy Książęce, jednak bez porozumienia z Rzecząpospolitą i jej działaniem ofensywnym była to rzecz niemożliwa. Sobieski do momentu zakończenia wojny z Turkami chciał uniknąć działań na dwa fronty. Nie mógł też podejmować decyzji bez zgody sejmu. Prusy Książęce były terenem, które chciał zdobyć sam Jan III, jednak jego plany pokrzyżował sejm koronacyjny w lutym 1676 roku, gdy część senatorów opowiedziało się za orientacją proaustriacką, czyli dalszej wojnie z Ottomanami. Król dostał od sejmu kwestie potwierdzenia układów z sąsiadami, a to oznaczało np. wolną rękę w tworzeniu relacji z Brandenburgią.
W międzyczasie, 22 października 1675 roku doszło do podpisania w Moskwie austriacko-rosyjskiego aliansu obronnego, który miał też wystąpić przeciwko ewentualnym reformom i zamachom monarchistycznym w Rzeczypospolitej.

## Przygotowania
Pierwsze próby polsko-szwedzkiego układu podejmowano wiosną 1676 roku. Przewidywano podpisanie dwóch traktatów – jednego publicznego, drugiego tajnego. Miały być, pod auspicjami Francji, wymierzone przeciwko Prusom, Austrii i Rosji. Andreas Liliehöök dostał wówczas jedynie obietnice ewentualnej odsieczy w przypadku ataku ze strony cara i pozwolenie na wkroczenie szwedzkich wojsk do Prus Książęcych od strony Inflant. W październiku 1676 roku wojska elektorskie rozpoczęły oblężenie Szczecina. 2 stycznia 1677 roku doszło do zawarcia porozumienia duńsko-brandenburskiego, w którym m.in. król Chrystian V zapewniał Fryderyka Wilhelma o udzieleniu mu pomocy w przypadku napaści ze strony Rzeczypospolitej. Dania była przeciwnikiem zarówno Szwecji, jak i sprzymierzonej z nią Francji.
Gdy w ręce duńskie dostała się korespondencja Liliehööka z Riksrådem, Fryderyk Wilhelm przewidywał, co może nastąpić i wiedział co myśleć o polsko-litewskich zamiarach. Sobieski rozpoczął werbowanie zwolenników dla swojej polityki sojuszniczej wśród rodaków, a elektor przeciwdziałał tym praktykom. Akcjom królewskim sprzeciwiali się m.in. Pacowie, którzy byli zwolennikami państw ościennych, tj. Austrii, Brandenburgii oraz Rosji, a do Francji i samych Sobieskich czuli odrazę. Swoje zrobiły też przekupstwa. Sejm z tego roku uchwalił konstytucję o renowacji dawnych relacji z cesarzem i elektorem, co było żądaniem malkontentów. Wobec tego, zaszachowany Jan musiał trzymać w sekrecie swój plan. Po cichu pozwolił Szwedom na wkroczenie z Inflant do Prus i ich okupację. Rozbroił dotychczasowe pułki i dyskretnie, pod presją Liliehööka i posłów francuskich François Gaston de Béthune’a i Toussainta de Forbina Jansona rozpoczął werbunek rozpuszczonych żołnierzy do armii zaciężnej, która miała wesprzeć Szwedów. W tym czasie część Polaków pod wodzą Rybińskiego przedostała się do Szwecji, by walczyć przeciwko Danii. A wszystko w nadziei otrzymania od Karola XI Prus Wschodnich.

## Podpisanie traktatu
W 1677 roku król Jan III Sobieski udał się do Gdańska, by dokończyć pertraktacje. Towarzyszył mu de Béthune. Andreas Liliehöök domagał się, by Kłajpeda i Pilawa pozostały pod szwedzką okupacją. W końcu po rocznych negocjacjach i coraz gorszej sytuacji obleganego Szczecina strona szwedzka się ugięła i 21 sierpnia 1677 roku w Gdańsku doszło do podpisania sojuszu obronnego. W imieniu Rzeczypospolitej Obojga Narodów podpis złożył duchowny Stanisław Wojeński, a stronę Szwecji reprezentował Liliehöök.
Został on wymierzony przede wszystkim w Brandenburgię. Przy jego podpisywaniu powoływano się na łamanie przez elektora warunku Karola XI w związku z wykorzystywaniem pruskiej ludności oraz mieszkańców Bytowa i Lęborka, przeprowadzanie wojsk brandenburskich przez terytorium Rzeczypospolitej bez jej zgody i przeciwdziałanie odłączeniu się od niej Prus.

## Postanowienia
Wedle postanowień Szwedzi mieli wkroczyć do Prus i zmusić tamtejsze stany do unii z Rzecząpospolitą, a w razie odmowy siłą zająć cały obszar, by następnie podarować go państwu polsko-litewskiemu, z wyłączeniem Kłajpedy, która miała być zastawiona do końca wojny. Jan Sobieski zobligował się do wysłania 6000-7000 żołnierzy zwerbowanych za szwedzkie pieniądze, mających służyć w Inflantach lub Brandenburgii, z własną kadrą oficerską, ale pod komendą szwedzkiego dowódcy armii dywersyjnej. Ta miała przejść przez teren Rzeczypospolitej, pod drodze nie wchodząc do żadnych miast, a za wszystko żołnierze mieli płacić gotówką. Monarchowie zobowiązywali się ponadto do wzajemnej pomocy przeciwko wszystkim wrogom. Również za obopólną zgodą miano zawierać wszelkie traktaty, czy to sojusznicze czy pokojowe. W jego treści zawarte jest m.in. naturalne prawo Rzeczypospolitej do posiadania przez nią szerokiego pasa wybrzeża. Poręczycielem pierwszego polsko-szwedzkiego traktatu sojuszniczego była Francja. Karol XI ratyfikował go 18 października 1677 roku, Jan III Sobieski 6 lutego 1678 roku. Mimo że głównie uderzał w elektora brandenburskiego, jego postanowienia mogły być respektowane w razie konieczności przeciwko Moskwie, której oba kraje się obawiały. Jeden z twórców sojuszu gdańskiego Magnus Gabriel De La Gardie i Johan Göransson Gyllenstierna uważali za konieczność zapobieganie szybkiego rozwoju carskiej potęgi.

## Dalsze losy
Niestety traktat gdański nie miał okazji do wykorzystania. I Szwecja, i Rzeczpospolita były zbyt powolne w swych działaniach. Feldmarszałek Bengt Horn, który już pod koniec lata 1677 roku otrzymał rozkaz poprowadzenia dywersji z Rygi przeciwko elektorowi brandenburskiemu, pomagając w ten sposób Pomorzu i ratując oblężony Szczecin, nie udał się na czas do Inflant w celu zorganizowania wyprawy, bo wolał spędzić ten czas w Sztokholmie m.in. na przygotowaniach do swojego trzeciego ślubu. Sam zresztą nigdy nie prowadził działań na tak dużą skalę i nie zdołał się odpowiednio przygotować. Na dodatek był już poważnie chory i czuł, że akcja może przyśpieszyć jego śmierć. Nie był jednak w stanie odmówić królewskiemu poleceniu. Jego statek po przepłynięciu Morza Alandzkiego utknął pod Turku, wobec czego w dalszą podróż musiał udać się lądem. W Rydze zawitał 17/27 stycznia 1678 roku. Za późno, w międzyczasie 27 grudnia 1677 padł Szczecin. Opieszałego feldmarszałka wściekły Karol XI już 9/19 stycznia pozbawił dowództwa. Sam Horn zmarł kilka dni później.
Fryderyk Wilhelm żądał od Jana III, by ten nakazał kanclerzowi Krzysztofowi Zygmuntowi Pacowi wstrzymania pochodu szwedzkich żołnierzy z Inflant. Z kolei król Danii Chrystian V wypominał werbunki Liliehööka (mimo iż robił to samo) i groził podobnymi działaniami. Poinformował, że wie o posiłkach czekających na Horna w zachodnich Prusach i zagroził zamknięciem drogi przez cieśninę Sund gdańskim okrętom.
W kolejnym roku dochodziło do kolejnych zdarzeń, które dekomponowały porozumienie, dodatkowo przy kłótniach i wzajemnych oskarżeniach. Słaba postawa szwedzkiego dowództwa z chaosem w armii i zła wola nie mogły pozytywnie wpływać na przymierze. Sama szlachta Rzeczypospolitej do planów Jana III była negatywnie nastawiona za sprawą dyplomatów cesarskich i agentów brandenburskich.